# Simon Viain
Simon Viain (1993) es un deportista francés que compite en triatlón. Ganó dos medallas en el Campeonato Europeo de Triatlón, oro en 2015 y plata en 2017, ambas en la prueba de relevo mixto.

## Palmarés internacional
| Campeonato Europeo | Campeonato Europeo  | Campeonato Europeo | Campeonato Europeo |
| Año                | Lugar               | Medalla            | Prueba             |
| ------------------ | ------------------- | ------------------ | ------------------ |
| 2015               | Ginebra (Suiza)     | Medalla de oro     | Relevo mixto       |
| 2017               | Kitzbühel (Austria) | Medalla de plata   | Relevo mixto       |